# Františka Svobodová-Goldmannová
Františka Svobodová-Goldmannová (14. srpna 1859 Ždánice – 22. listopadu 1924 Brezno) byla moravská pedagožka, dramatička a spisovatelka pro mládež, píšící i slovensky a moravsko-slováckým nářečím (pseudonym Soběslavská).

## Životopis
Františka se narodila v rodině Antona Goldmanna (2. 1. 1823) mistra ševcovského a domkáře ve Ždánicích a Johanny Goldmannové-Soběslavské (11. 12. 1825). Měla dva sourozence: starší sestru Marii (13. 8. 1855) a mladšího bratra Aloise (21. 6. 1862).
Pracovala jako pěstounka v mateřské škole v Ivančicích. Vdala se za Antona Dobroslava Svobodu (17. 1. 1861) 13. července 1897 ve Ždánicích. Měla s ním tři dcery: Dobroslavu Skálovou, Drahoslavu Smitkovou a Olgu Vencourovou.
Františka při své pedagogické praxi přednášela v brněnském spolku Vesna, sbírala národopisný materiál pro Městské muzeum v Brně. Psala scénky a verše pro děti, divadelní hry a drobnou prózu do Národních novin a do Živeny.
Byla členkou spolku Libuše, Syndikátu českých spisovatelů a Moravského kola spisovatelů. Roku 1918 odešla s manželem na Slovensko, po jeho smrti žila u dcery v Brezne.

## Dílo[2]

### Dramatické práce
- Jánošík: historické dráma v 5 dejstvách – Turčiansky Svätý Martin: Tlačou a nákladom Knihtlačiarskeho účastinárskeho spolku, 1920
- O grunt: hra ve 4 jednáních – Praha-Karlín: Zora, [1920]
- O velikonocích: veselohra o 3 jednáních – Praha: Ústřední nakladatelství a knihkupectví učitelstva československého, 1923
- Půllán: hra ve čtyřech jednáních – Praha: Zora, [1924]

### Pro mládež
- Hry a básničky pro malé dítky – Ivančice: Marie Sadovská 1896
- Hry a básničky pro malé dítky. Sbírka 2 – Brno: Útulna ženská, 1909
- Rarášek – Turčiansky Sväty Martin: Tatran, 1920
- Říkadla a hry slováckých dětí – uspořádala Olga Hrabalová-Kadlčíková; kresby Ludmily Vlkové; stať Život a dílo Františky Svobodové-Goldmannové napsal Al. Gregor. Zlín | Gottwaldov: Krajské muzeum, 1958